# Le Châtenet-en-Dognon
 Le Châtenet-en-Dognon  (en occitano Lo Chastanèt) es una población y comuna francesa, situada en la región de Lemosín, departamento de Alto Vienne, en el distrito de Limoges y cantón de Saint-Léonard-de-Noblat.
Forma parte del Camino de Santiago (Via Lemovicensis).

## Demografía
| 530 | 498 | 446 | 412 | 437 | 424 | 416 |
| Para los censos de 1962 a 1999 la población legal corresponde a la población sin duplicidades (Fuente: INSEE [Consultar]) |     |     |     |     |     |     |